# Barringtonia calyptrata
Barringtonia calyptrata là một loài thực vật có hoa trong họ Lecythidaceae. Loài này được (Miers) R.Br. ex Benth. mô tả khoa học đầu tiên năm 1907.